# Championnats d'Europe d'aviron 1896
Navigation
1895 1897
Les championnats d'Europe d'aviron 1896, quatrième édition des championnats d'Europe d'aviron, ont lieu le 6 septembre 1896 à Genève, en Suisse.

## Organisation

### Sélection de la ville hôte
Lors du précédent congrès de la FISA les 14 et 15 septembre 1895 (la veille des Championnats d'Europe d'aviron 1895), l'offre de Genève pour l'organisation de la compétition est acceptée.
La compétition est organisée par la Société nautique de Genève et par Fédération suisse des sociétés d'aviron.

### Lieu de la compétition
Le départ est donné au large de Pregny.

## Déroulement

### Calendrier
Le cinquième congrès de la FISA a eu lieu le matin du septembre 1896 au palais Eynard en présence de 10 délégués représentant 4 fédérations.
Comme lors des 1895, il y a quatre épreuves au programme.
| Épreuves                                                | Horaire |
| ------------------------------------------------------- | ------- |
| Prix de la France : Quatre de pointe avec barreur (4+)  | 14:30   |
| Prix de Belgique : Skiff (1x)                           | 15:30   |
| Prix de l'Adriatique : Deux de pointe avec barreur (2+) | 16:15   |
| Prix de l'Italie : Huit de pointe avec barreur (8+)     | 17:00   |

### Récit de la compétition
Malgré un temps gris, une « foule élégante et nombreuse » assista à la course.

## Résultats
| Épreuves                       | Or | Or | Argent                                                                                         | Argent | Bronze                                                                                | Bronze |
| ------------------------------ | --- | -- | ---------------------------------------------------------------------------------------------- | ------ | ------------------------------------------------------------------------------------- | ------ |
| Skiff 1x                       | Suisse Rowing club de Lausanne Ben Longchamp                                                          | ?  | Italie Rowing Club de Gênes Vittorio Leone                                                     | ?      | Autriche-Hongrie Velarki Club Slavia de Prague Jaroslav Langhaus                      | ?      |
| Deux de pointe avec barreur 2+ | Belgique Société royale nautique d'Anvers Marcel Nisol Edmond Delaet                                  | ?  | France Société nautique de Marne et Rowing Club français Jules Demaré Jamen                    | ?      | Italie Société Libertas de Florence Cino Ceni Giuseppe Belli                          | ?      |
| Quatre avec barreur 4+         | France Société de l'Aviron de Marseillan Delfieu Boudou Mallet Pentoux                                | ?  | Belgique Sport nautique belge Francois Goosens Francois Jansen Léopold de Bloe Georges Boisson | ?      | Italie Club de Livourne Ezio Carlesi Silvio Slettini Alberto Bertolani Attilio Balena | ?      |
| Huit 8+                        | France Club nautique de Lyon Laurent J. Lelarge Joseph Guillon Dachin Mérat A. Descotes Lyuten Petavy | ?  | Belgique                                                                                       | ?      | Italie                                                                                | ?      |

## Tableau des médailles
| Rang  | Nation           | Or | Argent | Bronze | Total |
| ----- | ---------------- | -- | ------ | ------ | ----- |
| 1     | France           | 2  | 1      | 0      | 3     |
| 2     | Belgique         | 1  | 2      | 0      | 3     |
| 3     | Suisse           | 1  | 0      | 0      | 1     |
| 4     | Italie           | 0  | 1      | 3      | 4     |
| 5     | Autriche-Hongrie | 0  | 0      | 1      | 1     |
| Total | Total            | 4  | 4      | 4      | 12    |